# 王青峰
王青峰（1968年7月—），男性，汉族，中共党员，陕西省澄城县人，中华人民共和国政治人物。曾任中共陕西省商洛市委副书记、市人民政府市长。

## 生平
王青峰早年在陕西省渭南农校（今渭南职业技术学院）就读，1988年毕业并回到家乡澄城县参加工作，后来历任中共陕西省富平县委常委、政法委书记、组织部部长；中共潼关县委副书记等职；2011年2月，升任中共潼关县委副书记、县长。
2013年，王青峰转任中共大荔县委副书记、县长，2016年5月，升任中共大荔县委书记，主政大荔县期间，王青峰因为推动中华人民共和国首个“美丽乡村国际马拉松赛”，为发展在地体育产业做出贡献，因此于2017年获评为“全国群众体育先进个人代表”。2018年，他来到西安市长安区，接替因为秦嶺北麓違建別墅案离职的王强，担任中共长安区委书记，主政长安区期間，因為表現優異，他於2021年6月獲中共中央組織部授予「全國優秀縣委書記」稱號。
2021年7月，王青峰来到商洛市，出任该市党委副书记、市人民政府市长；并于2023年1月当选为第十四届全国人民代表大会代表。